# Ludovic Robeet
Ludovic Robeet (Nivelles, 22 maggio 1994) è un ciclista su strada belga che corre per il team Cofidis. Professionista dal 2017, è il figlio dell'ex ciclista Patrick Robeet.

## Palmarès
- 2014 (Color Code-Biowanze)

Printanière Pollinoise
5ª tappa Ronde van Oost-Vlaanderen (Herzele > Herzele)
- 2016 (Color Code-Arden'Beef)

GP Olivier Kaisen
- 2019 (Wallonie-Bruxelles, una vittoria)

4ª tappa Settimana Internazionale di Coppi e Bartali (Crevalcore > Crevalcore)
- 2021 (Bingoal WB, una vittoria)

Nokere Koerse

### Altri successi
- 2014 (Color Code - Biowanze)

Classifica giovani Flèche du Sud
- 2016 (Color Code-Arden'Beef)

Criterium di Bever

## Piazzamenti

### Classiche monumento
- Giro delle Fiandre

2022: 95º
2023: ritirato
2024: ritirato
2025: ritirato
- Parigi-Roubaix

2018: 73º
2021: 36º
2022: 32º
2023: 99º
2024: 95º
2025: 89º
- Liegi-Bastogne-Liegi

2017: ritirato